# Mikronemzet
A mikronemzetek vagy mikronációk olyan nemzetközileg nem elismert országok, országrészek, melyek rendszerint kis területűek, szuverenitását csak az őket kikiáltó kis csoport ismeri el.

## Definíció
Peter Ravn Rasmussen dán történész „Mi a mikronacionalizmus?” című esszéjében bennfoglalt megfogalmazásában a mikronemzet egy olyan entitás, melyet úgy alkottak és tartanak fenn, mint egy nemzetet vagy egy államot, mely általában magával hordozza a nemzet, és hasonlóképpen az államiság jellemzőit. S habár egy mikronemzetet puszta szórakozásból indítottak el (pl.: Talarossa Királyságot egy unatkozó tizenéves alapította 1979. december 26-án) megvan a lehetősége arra, hogy egy igazi nemzetté fejlődjön, és esetleg elérje az államiságot.
Más források a mikronemzeteket a törpeállamok (más szóval miniállamok, mikroállamok lásd: Vatikán, San Marino, Monaco, Liechtenstein, …) kategóriájába sorolja be, mint nem elismert vagy képzeletbeli törpeállamok.

## Történelem

### 19. század

A Sedonga Királyság zászlaja

Rasmussen-i értelembe vett mikronemzetek alakultak ki a földrajzi felfedezések utáni felfedezők utazásai során, melyekben a felfedező önmagát kiáltotta ki uralkodónak, illetve önmaga köré rendezett be udvart az általa felderített területen.
- Ilyen királyság volt Charles Marie David Mayréna francia felfedező által 1888. június 3-án megalapított Sedang Királyság a mai Vietnám déli területén. Az indokínai kormányzó felkérésére Mayréna egy expedíciót szervezett, hogy békéről tárgyaljanak a helyi őslakosokkal. Azonban ő a helyi törzsfőket megnyerve saját királyságot alapított, melyetet Sedangának nevezett el (a sedang egy helyi ausztro-ázsiai nyelv). Országa gazdaságát megalapozva természeti kincseket szállított volna egy belga üzletembernek fegyverekért cserébe, azonban a francia flotta tengeri blokádja nem tette lehetővé a kereskedelem megindulását. Bélyegeket nyomtatott, saját pénzt veretett (Math / Mouk), azonban 1890. november 11-én bekövetkezett halálával (okai nem tiszták: mérgezés, kígyóharapás vagy párbaj) véget ért állama.
- John Clunies-Ross skót hajóskapitány az 1820-as években kolóniát alapított az addig lakatlan Kókusz (Keeling)-szigeteken. 1886-ban Viktória királynő örökadományként birtoklási jogot adott a családjának a Brit Birodalom szigete fölött.[6] A család egy gazdasági birodalmat épített ki a koprára (szárított kókuszbél) alapozva. A világháborúk után Ceylon közigazgatási területébe sorolták, majd  Szingapúr, végül Ausztrália ellenőrzése alá került, amely végül megelégelte a sziget feudális berendezkedését, és nyomására 1978-ban II. Ross két és fél fontért eladta a szigetet Ausztráliának.[6]

A 19. század végére a felfedezők és kalandorok által alapított államok felmorzsolódtak és beleolvadtak a gyarmatokba, vagy a születő államokba (pl.: Az Indian Folyami Köztársaság 1835-ben csatlakozik New Hampshire amerikai szövetségi államhoz).

### 20. század

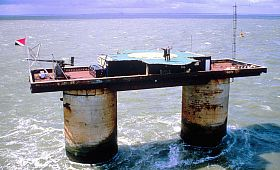
A Sealand Hercegség az Északi-tengeren.

Az 1960-as és az 1970-es évektől ismét elkezdődött a mikronemzetek alapítása. Ezek közül az elsőt, a Sealand Hercegséget 1967. szeptember 2-án alapította Paddy Roy Bates, korábbi angol őrnagy. Maga a sziget egy második világháborús tengeri erőd, a Rought Towers, mely kívül feküdt a háború utáni Anglia 3 tengeri mérföldes tengeri határán, ily módon kiáltotta ki Bates hercegségét.
Hasonló típusú mikronemzet alakult meg nem egészen egy évvel később, 1968. június 24-én az Adriai-tengerben 11 km-re Olaszország partjaitól, a Rózsa-szigeti Köztársaság néven, hivatalos nyelvén Respubliko de la Insulo de la Rozoj (eszperantó).
A mesterséges szigeten Giorgio Rosa, korábbi olasz mérnök rendezte be államát 0,0004 km² területen. Az olasz kormány válaszul Rosa olasz adóelmaradásaira az Arma dei Carabinieri olasz csendőrség négy emberét és egy adógyűjtőt küldött a szigetre. A mesterséges sziget kormányának tiltakozására, miszerint Olaszország megsértette nemzete szuverenitását, az Olasz Haditengerészet felrobbantotta a létesítményt, melyet a száműzetésbe vonult kormány megörökített bélyegein.
A Seborga Hercegség szintén Olaszország területén lévő mikronemzetet Giorgio Crabone alapította 1963-ban, mint a történelmi Seborga Hercegség jogutódját. I. György néven a választásos monarchia élén kormányozza a falut, melynek 1999-ben 362 lakosa volt. Nemzeti valutájuk a Seborga luigino, melyet az International Bank is elismer a település határain belül. Seborga tagja a Nem Képviselt Nemzetek és Közösségek Szervezetének és 10 országban rendelkezik konzulátussal, de sem Olaszország, sem a világ egyetlen másik országa nem ismeri el függetlenségét.

### 21. század
Miután Jugoszlávia 2003-ban átalakult Szerbia és Montenegróvá, egy Vidosav Matijašević nevű férfi a tulajdonában lévő szabadkai telken tiltakozásképpen és nosztalgiából újra kikiáltotta Jugoszláviát. A médiában Mini-Jugoszlávia néven szokták emlegetni.
Az ún. cybernációk megjelenése a mikronemzetek legújabb hulláma, melyek élettere az internetre korlátozódik, nem birtokolnak valós földterületet, csak igényt tartanak egy-egy ország területének részére.  Ilyen entitásokra példa a Kingdom of Lovely, Lizbekistan vagy a cyber egyházmegye, Partenia.
2015. április 13-án egy Szerbia és Horvátország közötti nemzetközileg vitatott jogállású, a Drávaközben, a Duna jobb oldalán fekvő 7 km²-es területen Vít Jedlička kikiáltotta Liberlandot.
Mára a mikronemzetek számát nagyon nehéz meghatározni. Névsor megtekintésére lásd:  mikronemzetek listája.

### Magyarország területén
- Vésztői Köztársaság (1944–1945)
- Röszkei Közkormányzóság[11] (alapítva: 1993)